# الین موری
الین کیلدر موری (زاده ۲۲ دسامبر ۱۹۵۴) یک سیاستمدار بازنشسته حزب کارگر اسکاتلند است. او در دوره ۲۰۱۷–۲۰۲۲ رهبر شورای دامفریز و گالووی بود. او همچنین عضو پارلمان اسکاتلند (MSP) برای دامفریز از سال ۱۹۹۹ تا ۲۰۱۱ و سپس برای دامفریشایر از سال ۲۰۱۱ تا ۲۰۱۶ بود. او وزیر سایه محیط زیست در پارلمان اسکاتلند بود. او در سال ۲۰۱۶ صندلی خود را از دست داد.
در می ۲۰۱۷، موری به عنوان یکی از چهار عضو شورا در دامفریس و گالووی که نماینده بخش Nith هستند انتخاب شد و به عنوان رهبر گروه کارگر در شورا انتخاب شد. او برای انتخاب مجدد در سال ۲۰۲۲ نامزد نشد.